# Sibilla Cumana (Michelangelo)
La Sibilla Cumana (350x380 cm) venne affrescata da Michelangelo Buonarroti nel 1508-1510 circa e fa parte della decorazione della volta della Cappella Sistina, nei Musei Vaticani a Roma, commissionata da Giulio II.

## Storia
Nel dipingere la volta, Michelangelo procedette dalle campate vicino alla porta d'ingresso, quella usata durante i solenni ingressi in cappella del pontefice e del suo seguito, fino alla campata sopra l'altare. La Cumana quindi, che si trova nella quinta campata a partire dalla porta, fu una delle figure della prima fase del secondo blocco, databile all'autunno del 1511.

## Descrizione e stile

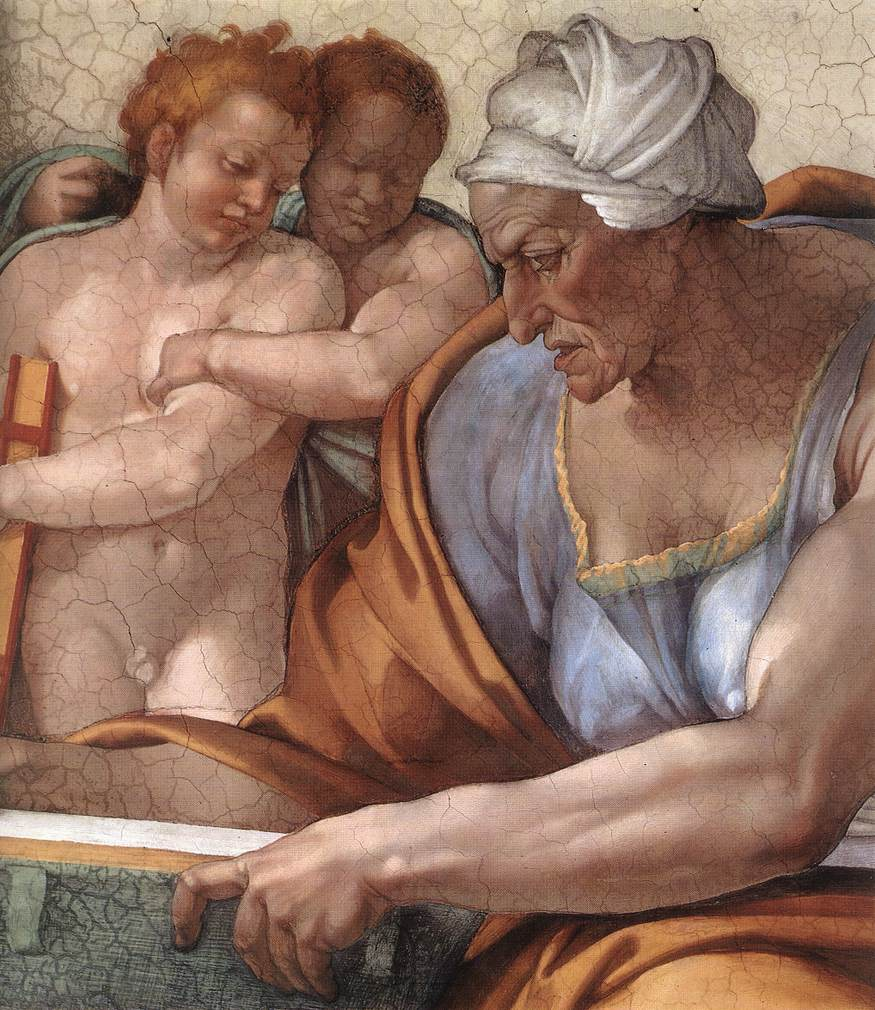
Dettaglio

La Sibilla Cumana fa parte della serie dei Veggenti, collocati su ampi troni architettonici sui peducci. Ognuno di essi è affiancato da un paio di giovani assistenti e sta in un grande scranno marmoreo, tra due plinti con finti altorilievi di putti a coppie, in varie posizioni. Il loro nome è scritto (in questo caso CVMAEA) in tabelle sotto la piattaforma che fa da base al trono, rette da un putto.
La posizione della Cumana nella campata centrale dell'intera volta ricorda la sua fondamentale profezia riportata da Virgilio nella IV egloga delle Bucoliche, in cui preannunciò la nascita di un bambino nel regno di Augusto che avrebbe dato origine a una nuova progenie celeste in grado di riportare l'Età dell'oro: si tratta della più importante profezia in ambito pagano riletta in chiave cristiana, che spianò la strada al raccordo tra cultura classica e dottrina cristiana dell'Umanesimo. Si riteneva infatti che tutta l'umanità nella fase antica fosse vissuta nell'attesa della "Buona novella" e che Dio, sebbene si fosse manifestato in maniera più diretta ai profeti dell'Antico Testamento, avesse trasmesso frammenti della Rivelazione anche ai pagani, in particolare tramite le sibille, sacerdotesse e veggenti.
La Sibilla Cumana venne rappresentata da Michelangelo come una vecchia dalla corporatura gigantesca e mascolina (soprattutto nel muscoloso braccio nudo in primo piano), con la carnagione scura e il volto rugoso, dai tratti marcati. La possente volumetria, evidenziata dalle profonde ombreggiature, le dà un risalto scultoreo e un notevole effetto dinamico. Essa è assisa sul trono con il busto ruotato verso sinistra, diversamente dalle gambe; tra le mani tiene aperto il libro della profezia, appoggiato su un cuscino sopra il lato sinistro del trono. L'espressione è dura e concentrata, sembra sforzarsi per decifrare il significato delle scritture. Anche i due putti alle sue spalle hanno lo sguardo fisso sul libro aperto. Altri rotoli si trovano in una bisaccia appesa su questo stesso lato del trono.
Dal punto di vista cromatico le calde tonalità arancioni del suo mantello sono bilanciate dall'azzurro della tunica e il verde del libro, creando così una armoniosità cromatica di grande effetto. In testa indossa una cuffia bianca.